# Neopaxillus bryogenus
Neopaxillus bryogenus är en svampart som beskrevs av E. Horak 1980. Neopaxillus bryogenus ingår i släktet Neopaxillus och familjen Serpulaceae.   Inga underarter finns listade i Catalogue of Life.